# Hans Hagerup Falbe
Hans Hagerup Falbe (7. februar 1772 i København - 17. oktober 1830 i Stockholm) var en norsk embedsmand og musiker. 
Falbe blev 1815 udnævnt til stiftamtmand i Akershus Stift og amtmand i Akershus Amt. Han konstitueredes 1822 som statsråd og udnævntes dertil det følgende år, da han talte godt fransk og ikke var skikket til stiftamtmand. Han gjorde sig overmåde lidet gældende i de høje stillinger, som var ham betroede; som statsråd var han sjælden chef for noget regeringsdepartement, men oftest medlem af den norske statsrådsafdeling i Stockholm. 
Falbe var derimod en dygtig musiker med gode teoretiske kundskaber og talent som komponist; han havde ikke ringe fortjeneste af det musikalske liv i Norges hovedstad i begyndelsen af 19. århundrede og optrådte ofte som komponist af (til dels også udgivne) større musikværker, kantater for soli, kor og orkester, danse med mere.